# Spencer Horatio Walpole
Spencer Horatio Walpole (11 de septiembre de 1806 - 22 de mayo de 1898) fue un político británico del Partido Conservador, que desempeñó en tres ocasiones el cargo de Ministro del Interior en las administraciones de Lord Derby.

## Antecedentes y educación
Walpole era el segundo hijo de Thomas Walpole y de Lady Margaret Perceval, la hija menor del 2º Conde de Egmont y hermana del primer ministro Spencer Perceval. Su abuelo fue Thomas Walpole, hijo del diplomático Horatio Walpole (1er barón Walpole), hermano menor del primer ministro Robert Walpole (1er conde de Orford). Walpole se educó en Eton y en el Trinity College de Cambridge. Eligió el derecho como su profesión y fue llamado al Colegio de Abogados (el Lincoln's Inn), en 1831. Desarrolló una exitosa carrera profesional y se convirtió en consejero de la reina en 1846.

## Carrera política
Luego, Walpole se dedicó a la política, y en 1846 fue elegido para el Parlamento por Midhurst como  Tory, un escaño que ocuparía hasta 1856. Rápidamente se ganó una reputación en House of Commons, y cuando los conservadores llegaron al poder a principios de 1852 bajo Lord Derby, Walpole fue nombrado Ministro del Interior del Reino Unido en el llamado " Who? Who? Ministry". Fue admitido en el Privy Council al mismo tiempo. Sin embargo, el gobierno cayó en diciembre de 1852.
En 1856 Walpole fue elegido al Parlamento por Cambridge University. Dos años más tarde, los Tories (o Conservatives, como se les conoció durante la década de 1850) regresaron al cargo bajo Lord Derby. Walpole fue nuevamente nombrado Ministro del Interior, pero renunció en enero de 1859 luego de desacuerdos sobre las reformas electorales. El gobierno fue destituido en julio del mismo año. Los conservadores permanecieron fuera del cargo durante siete años, pero en 1866 volvieron al poder bajo Derby, quien nombró a Walpole Ministro del Interior por tercera vez. Sin embargo, fue severamente criticado por su manejo del movimiento por la reforma parlamentaria y renunció en mayo de 1867. No obstante, continuó sirviendo en el gabinete como Minister without Portfolio hasta febrero de 1868, cuando Benjamin Disraeli se convirtió en primer ministro. Walpole nunca volvió a ocupar el cargo, pero siguió siendo Member of Parliament (MP) de la Universidad de Cambridge hasta 1882.

## Familia
Walpole se casó con su prima hermana, Isabella Perceval, hija de Spencer Perceval, en 1835. Tuvieron cuatro hijos, dos hijos y dos hijas. Su hijo mayor, Sir Spencer Walpole, era un conocido historiador. Walpole murió en mayo de 1898, a los 91 años de edad.